# Petrus Josephus Bille
Petrus Josephus Bille (Moulbaix, 18 augustus 1745 - Brussel, 13 september 1807) was een zanger en componist actief in Leuven, Antwerpen en Brussel.

## Leven
Petrus Josephus (Pierre Joseph) Bille was koorknaap aan de collegiale Sint-Juliaanskerk in Aat en volgt de Latijnse school. In 1735 was in Ath door een priester een beurs gesticht om koorknapen in Leuven filosofie te laten studeren, misschien heeft Bille hiervan gebruik kunnen maken. In elk geval wordt hij in 1767 in pedagogie De Valk van de universiteit van Leuven ingeschreven en in 1768 studeert hij af aan de Artesfaculteit.
In 1775 verschijnt van Petrus Josephus Bille een druk met tweestemmige missen en motetten, gedrukt door Ludovicus Josephus Urban in Leuven. Het titelblad vermeldt dat Bille musico is en verbonden aan de Sint-Pieterskerk (Leuven) in Leuven.
Bille trekt naar Antwerpen en wordt in 1779 aangesteld als vicaris supernumerarius door het kapittel van de Onze-Lieve-Vrouwekathedraal (Antwerpen). Zijn naam wordt vermeld op muzikantenlijsten uit 1779 en 1782. Op 16 november 1780 trouwt hij met Barbe Louise Alexandrine Ippersiel. Hij blijft in Antwerpen tot 1783 en woont daarna in Pommeroeul, Leuze, Sart-Moulins en Eigenbrakel. In Brussel wordt hij benoemd tot directeur van het hospice de l’infirmerie van het begijnhof.
In 1807 wordt Bille geveld door een beroerte, in de Onze-Lieve-Vrouw-ter-Zavelkerk waar hij actief is als zanger.

## Oeuvre
In 1775 verschijnt volgende druk: Duodecim Missae et Missa pro defunctis sequuntur, quatuor antiphonae de Beata Maria Virgine, Viginti-quatuor modulamina, duarum vocum. Het werk is vrij populair en kent een aantal herdrukken, onder meer in 1811 (Brussel) en 1830 (Mechelen). Zoals het titelblad vermeldt bestaat de druk uit 12 missen, een requiem (muziek), 4 Maria-antifonen (antifoon) en 24 motetten (motet). Bovendien worden alle missen gevolgd door een Tantum Ergo.
| Pagina | Titel                     | Toon         |
| ------ | ------------------------- | ------------ |
| 1      | Missa prima               | octavi toni  |
| 5      | Missa secunda             | sexti toni   |
| 9      | Missa tertia              | secundi toni |
| 13     | Missa quarta              | octavi toni  |
| 17     | Missa quinta              | sexti toni   |
| 21     | Missa sexta               |              |
| 25     | Missa septima             |              |
| 29     | Missa octava              | sexti toni   |
| 33     | Missa nona                | tertie toni  |
| 37     | Missa decima              | octavi toni  |
| 41     | Missa undecima            | sexti toni   |
| 45     | Missa duodecima           | secundi toni |
| 49     | Missa pro defunctis       |              |
| 53     | Alma redemptoris mater    | sexti toni   |
| 54     | Ave Regina caelorum       | octavi toni  |
| 54     | Regina caeli              | octavi toni  |
| 55     | Salve Regina              | octavi toni  |
| 56     | 1 Ecce panis angelorum    | sexti toni   |
| 57     | 2 Adoro te                | octavi toni  |
| 57     | 3 O sacrum convivium      | sexti toni   |
| 58     | 4 O quam suavis est       | octavi toni  |
| 58     | 5 O dulcis amor           | sexti toni   |
| 59     | 6 Panis angelicus         | sexti toni   |
| 59     | 7 O salutaris hostia      | octavi toni  |
| 60     | 8 O esca viatorum         | secundi toni |
| 60     | 9 O fidelis animo         | sexti toni   |
| 61     | 10 Dirupisti, Domine      | octavi toni  |
| 62     | 11 Jubilate Deo           | octavi toni  |
| 62     | 12 Caeli enarrant         | sexti toni   |
| 63     | 13 Magnus Dominus         | octavi toni  |
| 63     | 14 Quemadmodum desiderat  | octavi toni  |
| 64     | 15 Laudate Dominum        | sexti toni   |
| 64     | 16 Omnes gentes, plaudite | octavi toni  |
| 65     | 17 Laetatus sum           | sexti toni   |
| 66     | 18 Laudate Dominum        | octavi toni  |
| 66     | 19 Ad dapes saluti        | octavi toni  |
| 67     | 20 Lauda Jerusalem        | sexti toni   |
| 67     | 21 Quam dilecta           | sexti toni   |
| 68     | 22 Ad te, Domine, levavi  | octavi toni  |
| 68     | 23 O Maria admiranda      | octavi toni  |
| 69     | 24 Exultate Deo           | sexti toni   |

In de herdruk van 1830 wordt het werk met volgende woorden omschreven: "l'ouvrage a acquis un surcroit de mérite et d'utilité etc. Nous approuvons cette nouvelle édition et la recommandons particulièrement à toutes les églises".